# Grottaferrata
Grottaferrata là một đô thị trong tỉnh Roma, vùng Lazio, Ý. Đô thị này có diện tích 18  km², dân số thời điểm năm 2008 là 20.813 người. Grottaferrata có cự ly 20 km về phía đông nam so với thủ đô Roma.